# Palästinensischer Nationalrat
Der Palästinensische Nationalrat (arabisch المجلس الوطني الفلسطيني, DMG al-Maǧlis al-waṭanī al-Filasṭīnī; englisch Palestinian National Council, kurz PNC) ist das oberste legislative Organ der Palästinensischen Befreiungsorganisation (PLO). Er wählt das Exekutivkomitee der PLO und tagte bis 1998 alle zwei Jahre. Zwischen den Tagungen wird er vom Zentralkomitee der PLO vertreten.
Der Palästinensische Nationalrat hatte früher die Funktion eines Exilparlaments. Seine Mitglieder repräsentieren die unterschiedlichen sozialen Bewegungen, Parteien und Exilgruppen der Palästinenser. Das heutige Parlament seit 1996 ist der Palästinensische Legislativrat, der 188 Vertreter an den 618-köpfigen PNC entsendet.
Die Gründungssitzung des PNC fand vom 28. Mai bis zum 1. Juni 1964 in Ostjerusalem unter Vorsitz von Ahmad Shukeiri (1908–1980) statt, bei der eine Palästinensische Nationalcharta verabschiedet und die PLO gegründet wurde. Am 15. November 1988 beschloss der PNC auf seiner Tagung in Algier die palästinensische Unabhängigkeitserklärung. Am 24. April 1996 erkannte der PNC schließlich das Existenzrecht Israels an (1998 unter Anwesenheit von US-Präsident Bill Clinton in Gaza bekräftigt), wobei umstritten ist, inwieweit gegenteilige Passagen in der Nationalcharta weiterhin gelten.

## Sitzungen
| Nr.             | Zeit                    | Ort       |
| --------------- | ----------------------- | --------- |
| 1               | 28.05.1964 – 01.06.1964 | Jerusalem |
| 2               | 31.05.1965 – 04.06.1965 | Kairo     |
| 3               | 20.05.1966 – 24.05.1966 | Gaza      |
| 4               | 10.07.1968 – 17.07.1968 | Kairo     |
| 5               | 01.02.1969 – 04.02.1969 | Kairo     |
| 6               | 01.09.1969 – 06.09.1969 | Kairo     |
| 7               | 30.05.1970 – 04.06.1970 | Amman     |
| außerordentlich | 27.08.1970              | Amman     |
| 8               | 28.02.1971              | Kairo     |
| 9               | 07.07.1971 – 13.07.1971 | Kairo     |
| 10              | 06.04.1972 – 10.04.1972 | Kairo     |
| 11              | 01.01.1973 – 12.01.1973 | Kairo     |
| 12              | 01.06.1974 – 08.06.1974 | Kairo     |
| 13              | 12.03.1977 – 22.03.1977 | Kairo     |
| 14              | 15.01.1979 – 22.01.1979 | Damaskus  |
| 15              | April 1981              | Damaskus  |
| 16              | 14.02.1983 – 22.02.1983 | Algier    |
| 17              | 22.11.1984 – 29.11.1984 | Amman     |
| 18              | 20.04.1987 – 25.04.1987 | Algier    |
| 19              | 14.11.1988 – 18.11.1988 | Algier    |
| 20              | 23.09.1991 – 28.09.1991 | Algier    |
| 21              | 21.04.1996 – 24.04.1996 | Gaza      |
| 22              | Dezember 1998           | Gaza      |
| außerordentlich | 26.08.2009 – 27.08.2009 | Ramallah  |
| 23              | 30.04.2018 – 03.05.2018 | Ramallah  |

Quellen: